# Peter Madsen (wynalazca)
Peter Madsen (ur. 12 stycznia 1971 r. w Sæby w duńskiej gminie Kalundborg) – duński morderca i przestępca seksualny, przedsiębiorca, wynalazca i konstruktor, swojego czasu porównywany przez miejscowe media do Elona Muska i Richarda Bransona.

## Życiorys
Urodził się 12 stycznia 1971 r. w Sæby. W 2002 r. zwodował łódź podwodną „UC1 Freya”, a jeszcze przed jej ukończeniem rozpoczął konstrukcję „UC2 Kraka”, zaś w 2008 r. zwodował „UC3 Nautilus”, którego budowę sfinansował z crowdfundingu. Kolejny jego projekt realizowany od 2010 r. dotyczył zbudowania finansowanej z crowdfundingu taniej rakiety zdolnej wynieść człowieka na wysokość 100 km, gdzie przebiega granica między atmosferą a przestrzenią kosmiczną. Na skutek konfliktów między Madsenem i Kristianem von Bengtsonem projekt rozpadł się w 2014 r., a rok później Madsen założył nową firmę, która kontynuowała prace w dziedzinie budowy rakiety.
W sierpniu 2017 r. został oskarżony o zabójstwo szwedzkiej dziennikarki Kim Wall, która zaginęła 10 sierpnia 2017 r., gdy wsiadła na jego łódź podwodną „UC3 Nautilus”. W rozpoczętym w marcu następnego roku procesie został 25 kwietnia 2018 r. uznany winnym morderstwa z premedytacją i napaści na tle seksualnym. Madsen przyznał się do rozczłonkowania ciała, jednak do końca procesu utrzymywał, że jej śmierć nastąpiła wskutek wypadku.